# Крук австралійський
Крук австралійський (Corvus coronoides) — птах роду крук (Corvus), родини воронових (Corvidae). Це найбільший з австралійських представників роду Corvus. Стрункіший ніж крук північної півкулі, але в іншому схожий. Він всеїдний, добре адаптувався до міського середовища і є поширеним птахом у Сіднеї та Канберрі. Австралійський крук поширений по всій південно-східній Австралії і на півдні Західної Австралії. Зустрічається на деяких прибережних островах, таких як Ротнес і Кенгуру.

## Опис
Це великий, чорний з полиском птах. Важить близько 555 г, і, в середньому, розміром близько 52 см. Молодші птахи мають темніші очі, ніж старі птахи.

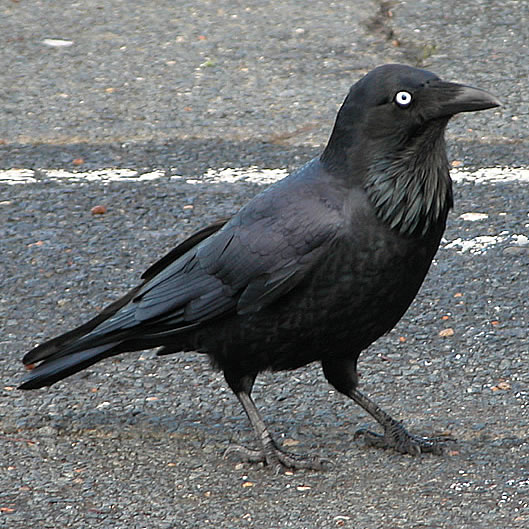
Крук австралійський

### Підвиди
- Corvus coronoides coronoides. Горлове пір'я довге (самці 45—55 мм, самиці: 40—50 мм), серединне оперення на міжрамальній області підборіддя вузьке, оголюючи багато горлової шкіри з обох сторін, особливо у самців; пера на потилиці попелясті у дорослих особин; розмір великий, з великим дзьобом. Крило: 360—385 мм у самців, 345—365 мм у самиць, довжина дзьоба (вилучаючи носову щетину): 52—56 мм у самців, 50—54 мм у самиць.

- Corvus coronoides perplexus. Горлове пір'я коротке (самці 38—46 мм, самиці: 35—44 мм), серединне оперення на міжрамальній області підборіддя ишроке, оголюючи менше горлової шкіри з обох сторін; пера на потилиці попелясті у дорослих особин; розмір невеликий, з невеликим дзьобом. Крило: 340—355 мм у самців, 335—355 мм у самиць, довжина дзьоба (вилучаючи носову щетину): 50—53 мм у самців, 48—52 мм у самиць.